# Saida Karoli
Saida Karoli (sinh ngày 4 tháng 4 năm 1976) là một ca sĩ và nghệ sĩ biểu diễn người Tanzania truyền thống, người đã dàn dựng các chương trình trực tiếp ở Tanzania, Kenya, Uganda, Rwanda, Burundi và DRC.
Karoli sinh năm 1976 tại Rwongwe, một ngôi làng nhỏ thuộc quận nông thôn Bukoba ở phía bắc khu vực Tanzania Tanzania ở phía tây của hồ Victoria. "Maria Salome", một bài hát trong album đầu tiên của cô Chambua kama Karanga đạt vị trí thứ ba trong phát sóng trên đài phát thanh Tanzania. Sau thành công của bài hát ở Uganda, cô trở nên nổi tiếng ở đó với cái tên Wanchekecha, một biệt danh bắt nguồn từ lời bài hát. Cô đã tiếp đãi các Kabaka của Buganda và là một hành động tại Zanzibar 's Sauti Za Busara Festival. Gần đây nhất, cô đã được đề cử cho một số danh hiệu tại Giải thưởng âm nhạc toàn châu Phi Kora.
Trong phong cách, âm nhạc của Karoli được mô tả là tự nhiên với giọng hát êm dịu và nhịp điệu thôi miên. Mặc dù cô hát chủ yếu bằng tiếng mẹ đẻ Haya, nhưng lời bài hát của cô cũng kết hợp với tiếng Swirin rộng rãi (Ngôn ngữ Đông Phi phổ biến) và cụm từ thỉnh thoảng trong tiếng Anh. Cô được quản lý bởi Felician Mutta, CEO của FM Productions LTO.
Tại Giải thưởng Âm nhạc Tanzania 2005, album Harusi của cô đã được đề cử ở hạng mục Album dân ca hay nhất  và tại Giải thưởng Âm nhạc Tanzania 2006, cô được đề cử cho hạng mục Ca sĩ nữ xuất sắc nhất. Vào năm 2013, bài hát "Maria Salome" của cô đã được xuất hiện trong bộ phim Peeples do Tyler Perry sản xuất 
Năm 2016, cô được Diamond Platinumz trả tiền bản quyền cho việc làm lại bài hát Salome của mình.

## Danh sách đĩa hát
- Chambua kama Karanga (Maria Salome) (2001)
- Mapenzi kizunguzungu (2003)
- Harusi (2004)
- Mimi Nakupenda (2005)
- Nelly (2008)